# Padeș
Padeș è un comune della Romania di 5147 abitanti, ubicato nel distretto di Gorj, nella regione storica dell'Oltenia.
Il comune è formato dall'unione di 8 villaggi: Apa Neagră, Călugareni, Cerna-Sat, Cloșani, Motru-Sec, Orzești, Padeș, Văieni.
A Padeș ebbe inizio la Rivoluzione della Valacchia del 1821, condotta da Tudor Vladimirescu, con quello che si definisce il Proclama di Padeș.